# Ктины
Кти́ны — деревня в Плюсском районе Псковской области России. Входит в состав Лядской волости.
Расположена на южном побережье озера Ктинское, в 14 км к северо-западу от волостного центра Ляды и в 55 км к западу от райцентра Плюсса. Имеется усадебный парк.

## Население
Численность населения деревни на 2000 год составляла 10 человек, по переписи 2002 года — 8 человек.

## История
В селе Ктино имелся (известен с 1571 года) деревянный храм во имя святого великомученика Димитрия с приделом Николая Чудотворца. В 1871 году построен каменный храм во имя Димитрия Солунского. 
До 1 января 2006 года деревня входила в состав ныне упразднённой Заянской волости.